# オスカープロモーション
株式会社オスカープロモーション（英: Oscar Promotion Co.ltd.）は、東京都港区に本社を置く日本の芸能事務所。

## 概説
渋谷区神宮前にあった原宿セントラルアパート内の一室でモデルクラブとして1970年3月26日に設立された。その後は1980年代後半より芸能プロダクション業務を兼ね、モデル業界において最大手となっている。男性タレントのジャニーズ、お笑い芸人の吉本興業と並び、美女タレントのオスカーと業界では称され、「美の総合商社」と呼ばれている。全所属タレントの中でも後藤久美子だけは別格だとされていて所属タレントのプロフィールでは一貫して後藤久美子がトップに掲載されている。
2011年には本社を青山パラシオタワーへ移転した。
「全日本国民的美少女コンテスト」「美ジネスマン&美ジネスウーマンコンテスト」「全日本美声女コンテスト」等の大規模オーディションを開催するなど、所属タレントの発掘・宣伝にも積極的であり、毎年CM女王を輩出する。「美文化の創造」を企業活動のポリシーとし、総員約6000名のタレント・モデルが多方面に活動している。
2020年から米倉涼子の退社を皮切りに、所属タレントの独立や事務所移籍（極一部は芸能界引退も）が相次ぐようになった。これは、創業者である古賀誠一退任後の急激な体制変化に対しスタッフが反発して大量退社した影響や、YouTubeやTikTokといったSNSやNetflixに代表される動画配信サービスの台頭で、マスメディアや芸能事務所に依存しなくても芸能活動を行える体制が整ったことや、公正取引委員会が芸能人などのフリーランスにも独占禁止法を適用すると見解をまとめたことから、芸能人の芸能事務所退所・独立に対するハードルが大幅に下げられたことなどが理由に挙げられる。

### 全日本国民的美少女コンテスト
第二の後藤久美子を探すべく、米倉涼子・佐藤藍子・上戸彩・武井咲・剛力彩芽・忽那汐里・X21らを輩出してきた全日本国民的美少女コンテストは、企業理念として「美文化の創造」を目指し1987年から始まった、オスカープロモーションの主力オーディションである。国民的美少女コンテストで選ばれた受賞者は数年にわたりレッスンを行なった上でデビューさせているため、息の長い芸能活動を前提とした位置づけとされている。上戸彩も本コンテストの第7回大会の審査員特別賞を受賞しているが、約5年のレッスンと下積みを重ねデビューしている。

### 美ジネスマン&美ジネスウーマンコンテスト
2012年に洋服の青山とコラボし、「第1回 美ジネスマン&美ジネスウーマンコンテスト」を開催した。2014年9月に「第2回」が開催された。

### 全日本美声女コンテスト
オスカープロモーション・青二プロダクション・博報堂の3社が共同で立ち上げた「ブルーオスカープロジェクト」の一環で開催した声優発掘オーディション。このオーディションで選ばれた数名は、オスカープロと青二プロの同時所属で活動している。また2014年に開催された第１回以降は今のところ開催されていない。

#### 著名な出場者
太字は受賞者
| 名前       | 賞                       | 備考               | -    |
| ---------- | ------------------------ | ------------------ | ---- |
| 辻美優     | グランプリ               | アイドル（elfin'） | No12 |
| 花房里枝   | 準グランプリ             | アイドル（elfin'） | No11 |
| 希水しお   | 準グランプリ             | アイドル（elfin'） | No5  |
| 入江麻衣子 | ブルーオスカーニコニコ賞 | 声優、ピアニスト   | No8  |
| 吉村那奈美 | マルチメディア賞         | 声優               | No6  |
| 美波わかな | ファイナリスト           | 声優               | No9  |
| 奥谷楓     | ファイナリスト           | 声優               | No10 |
| 大槻瞳     | ファイナリスト           | アナウンサー       | No4  |
| 山本杏奈   | ファイナリスト           | アイドル（=LOVE）  | No7  |
| 佐藤実季   | ファイナリスト           | 声優               | No3  |

### バラエティ分野
2007年3月に「バラエティー部門」を設立し、お笑い事業にも参入。「オスカープロお笑いライブ」を主催するほか、同年末からお笑い芸人も所属するようになった。2008年1月には「お笑いタレントお披露目記者会見」が行われ、同年10月に1年制養成スクール「オスカープロ・コメディー・ファクトリー」を開設。お笑い芸人のネタ動画がオスカーランドでも配信開始となった。しかし賞レースの決勝戦などで活躍するほどの芸人が育たず、先が見えないと判断されてお笑い部門からの撤退を決定、2019年4月をもって「オスカープロお笑いライブ」は終了。大半のお笑いタレントも退所することとなり、5月18日には「元オスカーお笑いライブ最終回～みんなフリーになっちゃいました～」が開催。同年5月30日を以ってバラエティー部門を廃止。なお部門撤退したその年のM-1グランプリにて、退社したぺこぱ（サンミュージックプロダクションに移籍）が決勝進出を果たして3位入賞、大ブレイクすることとなった。

### デジタルコンテンツ分野
IT系の知識に精通したデジタルコンテンツ事業本部という部署がある。オスカープロモーションのデジタルコンテンツの歴史は、1995年に芸能プロダクションの中で最初にホームページを立ち上げたことから始まる。モバイルサイトの「国民的美少女」、動画サイトの「オスカーランド」、ECショッピングサイトの「スタコレ」等、自社で運営しているサイトが多い。2010年9月1日、芸能プロダクションとしては初めてのSNSサイト「beamie（ビーアミ―）」をオープン。2012年7月には、NTTドコモと提携してスマートフォン・タブレット用のショートムービーコンテンツ「otogi★story(おとぎ★ストーリー)」をスタートさせている。

### テレビ番組制作
全日本テレビ番組製作社連盟に加盟している。2000年以降、テレビ番組制作において、企画開発・提出まで関与していたが、2011年放映の2時間ドラマ「女刑事・左近山響子」以降本格的に制作プロダクション業務に進出した。進出に当たっては外部の製作会社から多くの有能なプロデューサーを招聘。現在まで2時間ドラマを中心に実績を積み重ねている。作品では、自社所属タレントにこだわらず他社所属のタレントも積極的に主役に起用している。

#### 制作したテレビドラマ
- 女刑事・左近山響子（2011年、テレビ朝日・土曜ワイド劇場）
- 温泉女将ふたりの事件簿（2012年 - 2014年、テレビ東京・水曜ミステリー9）
- 家庭教師が解く!（2013年、TBS・月曜ゴールデン）
- 獣医さん、事件ですよ（2014年、読売テレビ・木曜ドラマ）
- 陰陽師（2015年、テレビ朝日・単発ドラマ）
- 瀬戸内少年野球団（2016年、テレビ朝日・単発ドラマ）
- 銭の捜査官 西カネ子（2016年、TBS・月曜名作劇場）
- 天下御免トラック野郎 銀ちゃんの事件街道!（2016年、TBS・月曜名作劇場）
- （新・）十津川警部シリーズ（2017年、TBS・月曜名作劇場） ※第1～4作のみ。第5作以降は別の制作会社が担当している。
- ふぞろい刑事（2017年、ABCテレビ・ミステリースペシャル）
- さくらの親子丼（2017年、東海テレビ・オトナの土ドラ）
- 静おばあちゃんにおまかせ（2018年、テレビ朝日）
- さくらの親子丼2（2018年、東海テレビ・オトナの土ドラ）
- 銭の捜査官 西カネ子2（2019年、TBS・月曜名作劇場）
- 警視庁SP特命係（2019年、TBS・月曜名作劇場）

#### 所属スタッフ
- 山田大作（元TSP）
- 森田光則（元ドリマックス・テレビジョン）
- 浦井孝行（元国際放映）
- 森下和清（元テレパック）
- 岡田寧（元東北新社）

### アジア進出
中国の大手モデルエージェンシー「CHINA BENTLEY」と業務提携をしたり、台湾の国民的人気モデルの林志玲、『冬のソナタ』で日本でも知られるようになったパク・ソルミ、韓国からの逆輸入女優である笛木優子などと契約している。

### スポーツ分野
オスカープロモーションはスポーツ関連人物のマネジメントも実施しており、過去には競馬騎手の後藤浩輝などが所属していた実績もあった。
同事務所所属の赤井沙希が、2013年8月にDDTプロレスリングに参戦したのをきっかけに、2014年6月にDDTプロレスリングとの業務提携を結び、同時にDDT所属の飯伏幸太と竹下幸之介の2選手をオスカープロモーションがマネージメントすることとなった。
また、子役経験のないフィギュアスケーターの本田真凜も、妹の本田望結がオスカープロモーションに移籍した事が縁となりマネジメント契約を交わしている。

### 所属タレントの禁止事項について
所属タレントは「20歳以上ならデビュー後5年、10代なら25歳まで恋愛禁止」というルールがある。この理由としては、「『これからは、ファン、業界関係者、事務所スタッフなど、みんなの応援があれば、夢がかなう』という段階まで来たところで恋愛が発覚してしまえば、みんな応援しようというモチベーションが下がってしまう」というものである。一方で所属タレントの熱愛の噂は度々流れており、結局は曖昧な規則ではないかとの疑問も残っている。
事務所の方針でアルバイトは禁止されており、発覚するとクビもあり得るとのこと。

## 所属タレント

### 女性タレント
以下に示す女性タレントから選抜した「オスカー美女軍団」としてプロモーションすることもある。

#### あ行
- 青田典子
- 敦子
- 阿部桃子
- 井頭愛海
- 池田沙絵美
- 石川亜沙美
- 和泉ちぬ
- 一木恵里花
- 稲田奈緒
- 今井恵理
- 井本彩花
- 入絵加奈子
- 上戸彩
- 宇垣美里（元TBS）
- エレナ・アレジ後藤
- 大久保桜子
- 岡千絵
- 奥山かずさ
- 小川奈那
- 奥真奈美（元AKB48）
- 小倉舞子
- 小澤奈々花
- 押田瑞穂
- 尾中琴美
- 小野麻亜矢
- 小野みゆき
- 尾形聡子
- 尾碕真花
- 小原光代

#### か行
- 梶原真弓
- かでなれおん
- 河合ひかる
- 河北麻友子
- 川口ゆりな
- 川瀬莉子
- 川村亜紀
- 川村礼美
- 川本まゆ
- 菊川怜
- 北村沙織
- 清浦夏実
- 久我陽子
- 草笛光子（業務提携）
- 久住小春
- 工藤綾乃
- 小池葵
- 小泉のん
- 後藤久美子
- 小林加奈
- 是永瞳

#### さ行
- 阪田瑞穂
- 坂本法子
- 佐々木華奈
- 佐藤藍子
- 佐藤詩子
- 鹿沼憂妃
- 清水由紀
- 白鳥羽純
- 城川もね
- 杉浦加奈
- 須磨史衣[17]
- 澄田綾乃

#### た行
- 貴城けい
- 髙橋ひかる
- 滝口はるな
- 武井咲
- 竹内佐織
- 竹内花
- 田崎奈那
- 田中日奈子
- 田中道子
- 田丸麻紀
- 玉木瑛美
- 玉田志織
- 栂野理紗子
- 辻美優
- 鶴嶋乃愛
- 苫米地玲奈
- 富永沙織
- TORICO

#### な行
- 内藤理沙
- 中川知香
- 中島史恵
- 永島あゆみ
- 中田あすみ
- 中村静香
- 長山真由美
- 梨元麻里奈
- 浪花ほのか
- 西谷綾子
- 野口ふみえ

#### は行
- 花岡なつみ
- 花房里枝
- 浜野由佳
- 原絵里
- 原田夏希
- 春輝
- 伴アンリ
- 平松可奈子（元SKE48）
- 笛木優子
- 福島里美
- 福住夏希
- 福地香代
- 藤崎ミシェル
- 藤谷美紀
- 藤田ニコル
- 藤森夕子
- 細川直美
- 堀まゆみ
- 本田望結
- 本田真凜
- 本田紗来

#### ま行
- MAIKO
- 前田亜美（元AKB48）
- 前田美波里
- 前野千代子
- 松下萌子
- 松山亜耶
- 真矢ミキ
- マリアン
- 丸山帆成美
- 三崎千香
- 水沢アキ
- 水谷望愛
- 水谷ゆう
- 水町レイコ
- 三瀬真美子
- 皆川奈美
- 簑島宏美
- Michi/michimemoir
- 宮﨑香蓮
- 宮本茉由
- 三輪麻未
- 武藤美幸
- 宗田淑
- 室井理瑶子
- 本杉美香

#### や・ら・わ行
- 保田真愛
- 柳美稀
- 山内久留実
- 山川紗弥
- 山口恵里奈
- 山越小妃江
- 山﨑紗彩
- 山田誉子
- 山田美菜子
- 山田佳子
- 山本姫香
- 矢松亜由美
- 横町ももこ
- 吉井乃歌

### 男性タレント
- 敦士
- 安倍康律
- 新井裕介
- 飯島寛騎
- 伊東孝明
- 伊藤芳則
- 上地慶
- 大島賢一
- 奥野壮
- 栗山航
- 定本楓馬
- 島田洋七
- 嶋村龍斎
- 清野秀美
- 陣内孝則（業務提携）
- 田中健
- 田村亮
- 中谷彰宏
- 中村嘉惟人
- なべおさみ
- 西島数博（業務提携）
- 浜谷康幸
- 前川泰之
- 松田賢二
- 森次晃嗣

### キャスター・レポーター
- 魚住咲恵（元岡山放送）
- 田中碧（気象予報士、元テレビ神奈川）[18][19]
- 安田佑子（元東日本放送）
- 吉木由美

### 男性グループ
- 男劇団 青山表参道X

### 女性グループ
- C.C.ガールズ
- 美少女クラブ31（2006年12月に活動休止）
- 森田クラブ
- モデルガールズ（2014年6月以降は活動休止状態）
- elfin'

### バラエティ部門（お笑い芸人）
2007年3月設立。2019年5月に部門が閉鎖され大半の芸人が退所となったが、数組残っている。
- 島田洋七
- みっちー

### 文化事業部
- 天霧真世
- 大木隆太郎
- 大城智之
- 岡田美里
- 金恵京
- 小池葵
- 小西さやか
- 蒼山日菜
- 坂本真樹
- HIROKO（旧名：高木広子）
- 塚越友子
- 戸川昌子
- TORICO
- 中谷彰宏
- 中西しほり
- 西谷綾子
- 蜷川有紀
- NERO
- 藤村岳
- ホリ・ヒロシ
- 牧田習
- 松嶋桃
- 渡辺広明

## かつて所属していたタレント

### 女優・俳優
- 相田寿美緒
- 赤井沙希
- 彩月貴央
- 池上季実子
- 池端忍
- 池畑慎之介（ピーター）
- 今村雅美
- 石原真理絵（現・石原真理子）
- 今井雅之（在籍中に病死）
- 宇野結也
- 大河内奈々子
- 大沢たかお
- 大竹一重
- 大友みなみ
- 岡田結実
- 丘みつ子
- 沖津海友
- 小田茜
- 小沼将太
- 甲斐まり恵
- 華城季帆
- 加藤雅也
- 加藤将平
- 金井茂
- 金子昇
- 河内美里
- 菊池健一郎
- 岸本祐二
- 北川弘美
- 草刈民代
- 忽那汐里
- 剛力彩芽
- 小芝風花
- 近藤康成
- 齋藤めぐみ
- 塩野瑛久
- 志垣太郎（在籍中に病死）
- 紫吹淳
- 渋谷飛鳥
- ジャネット八田（現・田淵幸一夫人）
- 須藤温子
- 高部あい
- 立川政市
- 立花裕大
- 田中千代
- 田中尚貴
- 田中実（在籍中に自殺）
- 田中莉香子
- 塚田きよみ
- 寺田農
- 富屋さち子（のち和由布子）
- 永池南津子
- 長澤佑香
- 中島宏海
- 仲田博喜
- 中村僚志
- 中山旦子
- 中山恵
- 西村みずほ
- 西銘駿
- 野村真美
- 萩原健一（業務提携中に病死）
- パク・ソルミ
- 鉢嶺杏奈
- 服部まこ
- 鳩谷紗彩
- 林清羅
- 林丹丹
- 原幹恵
- 平野夢来
- 福田沙紀
- パンジー
  - 北原佐和子
  - 真鍋ちえみ
  - 三井比佐子
- 前田美月（元AKB48）
- 牧野紗弥
- 益戸育江（現・高樹沙耶）
- 澪乃せいら
- 水沢エレナ
- メディアガールズ
  - 海津晶子
  - 夏目敦子
  - 原田ひとみ
  - 堀ナナ
- 宮川一朗太
- 村上弘明
- 森泉
- 森洋子
- 森田彩華
- 矢野浩二
- 夢咲ねね
- 横山めぐみ
- 吉田莉々加
- 吉本実憂
- 米倉涼子
- リサ・ステッグマイヤー

### 声優
- 池澤春菜
- 入江麻衣子
- 大西亜玖璃（元X21）
- 希水しお（元elfin'、旧名：高橋美衣）

### タレント
- 井川絵美
- 伊原凛
- 小野ヤスシ
- 河西りえ
- 梶原麻莉子
- 岸明日香
- 喜屋武あつこ
- 久留須ゆみ
- 黒石えりか
- 酒井瑛里
- 杉本エルザ（現・叶恭子）
- 鈴木千絵里
- セーラ・ロウエル
- 曽田茉莉江
- 高屋敷彩乃
- 高山紗希
- 田島都
- テレンス・リー
- 豊嶋千加子
- 夏川純（本名時代に在籍）
- 橋本愛実（現・橋本マナミ）
- 原風佳
- 原理恵子
- 星ひとみ
- 細田阿也
- 細野由華
- 本多絵里子
- 南明奈
- 吉永千夏

### 歌手
- 梓みちよ
- 荒川優（元は俳優として所属）
- 安良城紅（現・BENI）
- COOLON
- 指田秀明（現・滝沢秀明）
- 根食真実（現・YVE）

### モデル
- 優恵
- 仁科由紀子
- 赤羽景子（現在は写真家としても活動）
- 阿部まりな
- 鮎河ナオミ
- ikumi
- 石橋奈美
- 一双麻希
- 犬伏まり
- 井上舞妃子（現・成海舞）
- 浦浜亜理沙（現・浦浜アリサ）
- 絵美里
- 小谷実由
- 尾花貴絵
- 香川美紀
- 菊川リサ
- 岸本梓（在籍中に病死）
- 岸本千尋
- 北村舞
- 曲山英里
- 蔵歩実
- 黒田知永子
- 小祝麻里亜
- 小泉里子
- 河本麻希
- 小西沙絵加
- 小林美穂
- 佐藤瀬奈
- 齋藤茉日
- 篠崎彩音
- 末川かおり
- 菅谷はつ乃
- 薗田杏奈
- 高橋摩衣
- 田中若葉
- 津坂早紀
- 手嶋ゆか
- 富岡佳子
- 中村樹里
- 七菜香
- 南條有香
- 橋本麗香
- 長谷川潤
- 藤井彩香
- FLIP-FLAP
- 堀田茜
- 本田真歩
- 守口文子（現・綾瀬早智子）
- 山田麗
- 有希奈
- 横井美帆（現・船津未帆）
- ヨンア
- LIZA
- 林志玲
- 渡香奈

### アイドル
- 石村舞波
- 伊野尾慧（現・Hey! Say! JUMP）
- X21
  - 泉川実穂
  - 上水口萌乃香（その後ハープスター）
  - 田中珠里
  - 若山あやの
- 大堀恵（その後SDN48）
- カブトムシゆかり
- 西脇愛美
- BABY'S
  - 豊田樹里（現・松田樹利亜）
- 本田有花
- 松本光平（元ジャニーズJr.）

### 芸人
「△」のついた芸人は、2019年5月のお笑い部門撤退時に契約解除となり、同年5月18日のラストライブ『元オスカーお笑いライブ最終回～みんなフリーになっちゃいました～』に出演した者。
- あかつ
- 赤と黒（川原麻衣、木津みずき）
- あっくん
- 姉御ぉゆりか
- イタリアン・シガー・ブルドッグ
- △ウルトラトウフ（カモシダせぶん、マリッジスターこうもと）
- △大北隼也
- 小川美佳
- △ガーデン砂漠（幡野雄一郎、坂部修也）
- △カーリー
- 勝又（△ani、弟）
- かんちゃま
- 珈琲ブレイクン（コテ、いけだのひーくん）
- 侍PANG（タカギマコト、島田ひでとし、矢野ともゆき）
- じゅんざぶろう
- △白石大志
- △シロハタ（福田寛、森下貴司）
- △鈴木幹也
- セェキットン（福原広喜、山内カズヲ）
- TAIGA
- △大吟嬢
- △ダシヨ
- ダニエルズ
- 達磨屋サンデーマンデー（小高健、浅岡卓也　浅井企画より移籍。旧コンビ名「モルモンガー」）
- チェリーの果実（ヨシダマチコ、ムラキミナミ）
- チバとナリセ（千葉哲也、成瀬慶晃 浅井企画より移籍。旧コンビ名「プレゼント」）
- △ちょーちんあんこー（ひぃ、じゅんこBAN!BAN!）
- △とりゅふ（田中まこ、ヤマダサトシ）
- ねりまだいこん。（影山直柔、村野俊一）
- △バーゲンセール（わさびちゃん、上原正子）
- ハチミツ二郎（2008年9月5日付でマネジメント契約。2009年3月15日付で退社。※公式サイト上には明記されなかった。）
- △プーケットマーケット（ひだか、いのうち）
- △ふーみん
- ふじきイェイ!イェイ!
- △プラスワン （横山周一郎、早戸裕）
- ブルマ（浜園みか、ミシェル）
- ブレイブバート（△林達也、飯嶋健人）
- ヴェートーベン（久保隆司、青井貴治　松竹芸能→一旦フリーを経て所属）
- △ぺこぱ （シュウペイ、松陰寺太勇）
- △ポップライン（萩原拓也、竹本和貴）
- 前田けゑ
- △みちばたコンサート（らむ、こむそう.com）
- ユースフルデイズ（しょーご、潤人）

### アナウンサー
- 阿部哲子（元日本テレビ）
- 犬塚しおり（活動当時はX21メンバー、現・東海テレビアナウンサー）
- 大槻瞳（活動当時はモデル・タレント、現・長野朝日放送アナウンサー）
- 小泉恵未（元MXテレビ）退所→フリー
- 小島慶子（元TBS）移籍
- 斉藤まりあ（活動当時はモデル、その後日本テレビアナウンサー）
- 佐波優子（チャンネル桜）
- 田中大貴（元フジテレビ）
- フローラン・ダバディー（フィリップ・トルシエ元サッカー日本代表監督の通訳）
- 星川玲奈（本名：皆川玲奈、活動当時はタレント、現・TBSアナウンサー）
- 政井マヤ（元フジテレビ）
- 宮瀬茉祐子（元フジテレビ）移籍

### 漫画家
- さかもと未明（漫画家）

### 気象予報士
- 岡田桂子（現・岡田みはる）
- 美濃岡洋子

### その他
- 大山亜由美（プロゴルファー。在籍中に病死）
- 大和心（「電波少年的アンコールワットへの道の舗装」の、しん君。現在はプロボクシング・トレーナー）
- 倉谷宣緒（映画プロデューサー・映画監督）
- 蛭川麻季子（政治家）
- ラッキィ池田（振り付け師）
- 柳亭小痴楽（3代目）（落語家）